# Udo Schaefer

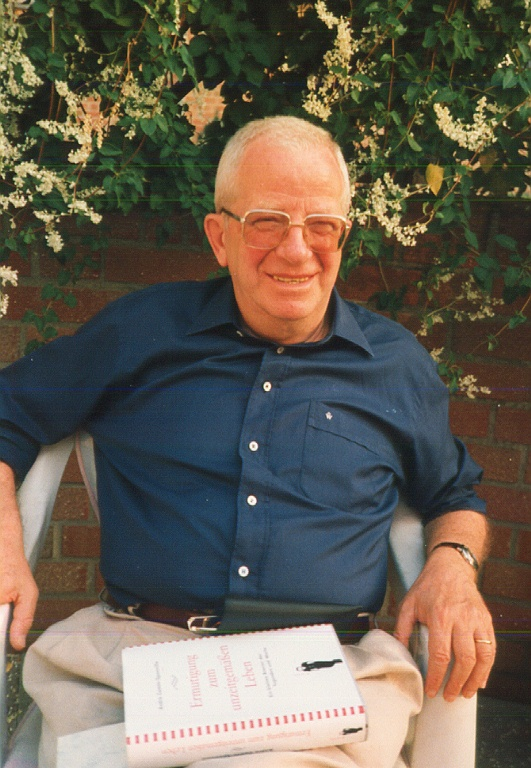
Udo Schaefer

Udo Schaefer (* 19. Oktober 1926 in Heidelberg; † 30. August 2019) war Jurist und einer der bedeutendsten zeitgenössischen Theologen des Bahaitums.

## Leben
Schaefer entstammte einer Musikerfamilie. 1948 konvertierte er zum Bahaitum. Schaefer studierte Musikwissenschaft, Altphilologie und Jurisprudenz an der Ruprecht-Karls-Universität Heidelberg. 1957 erfolgte die Promotion über die Grundlagen der Gemeindeordnung der Bahai. 1958 bis 1988 war Schaefer im Baden-Württembergischen Justizdienst tätig, zunächst als Richter, später als Oberstaatsanwalt. Zwischen 1957 und 1995 war er insgesamt fünfzehn Jahre im Vorstand der deutschen Bahai-Gemeinde.

## Wirken
Udo Schaefer trug wesentlich zur theologischen und religionswissenschaftlichen Erforschung des Bahaitums bei. Seine Arbeiten befassen sich mit zentralen Themen der Bahai-Theologie, vor allem zum Religionsverständnis (1997, 2002a) und Menschenbild (2000a, 2006). Wesentliches Ziel ist ihm dabei, ein Fundament zu schaffen, auf dem ein ernstzunehmender interreligiöser Dialog – eines seiner Hauptanliegen der letzten Jahre – stattfinden kann. Dem dienen auch die Schriften zum Islam (1968, 1977, 2002b), sowie vordergründig apologetische Arbeiten (1995). Eine weitere zentrale Fragestellung Schaefers ist das Spannungsverhältnis zwischen Moralität und Legalität. Dies spiegeln seine Arbeiten zum Recht (2000b, 2001, 2004) und zur Ethik (2007, 2009). In diesem Kontext stehen auch seine kritischen Arbeiten über Gemeindetheologie und Gemeindeverständnis der Bahai (1995, 2002c). Seine Arbeiten zum Bahai-Recht waren eine wesentliche Grundlage für die Bahai-Entscheidung des Bundesverfassungsgerichts.
Seit 1970 war Schaefer maßgeblich an nahezu allen deutschsprachigen Übersetzungen der Schriften Bahāʾullāhs beteiligt, die sich überwiegend an der englischen Version orientierten: etwa Ährenlese (1980, 1999), Botschaften aus Akka (1982), Verborgene Worte (1983, 1997, 2001), Gebete und Meditationen (1992), Kitab-i-Iqan (2000), Kitab-i-Aqdas (2000), Anspruch und Verkündigung (2007), Edelsteine göttlicher Geheimnisse (2007), Das Tabernakel der Einheit (2012). Später war Schaefer auch an einem Projekt von Neuübersetzungen direkt aus dem Arabischen und Persischen beteiligt.
Bislang unveröffentlicht sind Schaefers autobiographische Erinnerungen (2012) und Arcana (2014); letztere sind ein Fazit seiner kritischen Analysen zu Gemeindetheologie und Gemeindeverständnis der Bahai bzw. der gegenwärtigen Bahai-Institutionen und der daraus folgenden Konsequenzen für die Gemeinderealität.

## Veröffentlichungen (Auswahl)

### Buchveröffentlichungen
Deutsch
- Die missverstandene Religion. Das Abendland und die nachbiblischen Religionen. Bahá’í-Verlag, Frankfurt am Main 1968.
- Der Bahá’í in der modernen Welt. Strukturen eines neuen Glaubens. Bahá’í-Verlag, Hofheim 1981, ISBN 3-87037-098-X.
- Ethische Aspekte des Rauchens. Ein Beitrag zur Bahá’í-Ethik. Bahá’í-Verlag, Hofheim 1992, ISBN 3-87037-263-X.
- Die Freiheit und ihre Schranken. Zum Begriff der Freiheit in Bahá’u’lláhs Kitáb-i-Aqdas. Bahá’í-Verlag, Hofheim 1994, ISBN 3-87037-305-9.
- zusammen mit Nicola Towfigh und Ulrich Gollmer: Desinformation als Methode. Die Bahá’ísmus-Monographie des F. Ficicchia. In: Religionswissenschaftliche Texte und Studien. Band 6. Georg Olms Verlag, Hildesheim, Zürich, New York 1995, ISBN 3-487-10041-X.
- Die mystische Einheit der Religionen. Zum interreligiösen Dialog über ein Weltethos. Bahá’í-Verlag, Hofheim 1997.
- Glaubenswelt Islam. Eine Einführung. In: Religionswissenschaftliche Texte und Studien. Band 7. Georg Olms Verlag, Hildesheim, Zürich, New York 2002, ISBN 3-487-10159-9.
- Heilsgeschichte und Paradigmenwechsel. Zwei Beiträge zur Bahá’í-Theologie. In: Studien zum Bahá’ítum. Band 1. Bahá’í-Verlag, Hofheim 2002, ISBN 3-87037-389-X.
- Was ist der Mensch? Mensch und Menschheit im Schrifttum Bahá’u’lláhs. In: Studien zum Bahá’ítum. Band 2. Bahá’í-Verlag, Hofheim 2003, ISBN 3-87037-395-4.
- Grundlagen der Gemeindeordnung der Bahá’í. In: Studien zum Bahá’ítum. Band 3. Bahá’í-Verlag, Hofheim 2003, ISBN 3-87037-404-7.

Englisch
- The Light Shineth in Darkness. George Ronald Publisher, Oxford 1977, ISBN 978-0-85398-072-8.
- Doctrinal Fundamentals. In: Bahá’í Ethics in Light of Scripture. Band 1. George Ronald Publisher, Oxford 2007, ISBN 978-0-85398-505-1.
- Virtues and Divine Commandments. In: Bahá’í Ethics in Light of Scripture. Band 2. George Ronald Publisher, Oxford 2009, ISBN 978-0-85398-518-1.

Als Herausgeber
- Die Verfassung der Bahá’í-Gemeinde. Die Statuten der gewählten Institutionen. Bahá’í-Verlag, Hofheim 2000, ISBN 3-87037-358-X.

### Aufsätze
- Bahá’u’lláh’s Unity Paradigm: A Contribution to Interfaith Dialogue on a Global Ethic; in Dialogue and Universalism, Warschau Band 6.11–12/1996, S. 23–41
- Universaler Friede? – Perspektiven aus der Botschaft Bahá’u’lláhs; in: Detlef Kröger (Hrsg.): Religionsfriede als Voraussetzung für den Weltfrieden; Osnabrück, 2000b
- Das Recht der Religionsgemeinschaft der Bahá’í: Grundlagen, Prinzipien, Strukturen; in: Kirche und Recht; Neuwied: Luchterhand Fachverlag, 4/2001
- Infallible Institutions?; in: Seena Fazel, John Danesh: Reason & Revelation, New Directions in Bahá’í Thought; Los Angeles: Kalimat Press 2002c, S. 3–37
- An Introduction to Bahá’í Law: Doctrinal Foundations, Principles and Structures; in: Journal of Law and Religion 18/2 (2002–2003); Saint Paul, Minnesota: Hamline University School of Law